# Władysław Gomułka
Władysław Gomułka (6 de Fevereiro de 1905, Krosno - 1 de Setembro de 1982) foi um líder comunista polaco. Foi membro do Partido Comunista da Polónia (Komunistyczna Partia Polski) a partir de 1926.

## História
Em 1934, partiu para Moscovo, onde viveu durante um ano. Ao regressar à Polónia, foi preso, tendo passado a maior parte do tempo até ao início da segunda guerra mundial na prisão. Durante a guerra, Gomułka tornou-se um comunista influente no seu país e 1943 convenceu Josef Stalin a ajudá-lo a ressuscitar o Partido Comunista da Polônia, como Partido dos Trabalhadores Polacos (Polska Partia Robotnicza). Foi primeiro-ministro em exercício no Governo Provisório da República da Polônia (Rząd Tymczasowy Rzeczypospolitej Polskiej), entre Janeiro e Junho de 1945, e também no Governo Provisório de União Nacional (Tymczasowy Rząd Jedności Narodowej), entre 1945 e 1947. Usando a sua posição no governo, ajudou os comunistas a vencerem o Referendo Popular Polonês de 1946 (referendum ludowe) e as eleições legislativas de 1947. Porém, entre 1951 e 1954, querelas entre as diversas facções políticas conduziram Gomułka novamente à prisão, após ser denunciado como reaccionário e como sendo de direita, tendo acabado por ser expulso do partido dos trabalhadores polacos.
Após a morte do primeiro-ministro estalinista Bolesław Bierut em 1956, seguiu-se um breve período de desestalinização, que aumentou a esperança do povo nas reformas. Em Junho desse ano, ergueu-se uma insurreição em Poznań. Os trabalhadores protestavam contra a escassez de comida e de bens de consumo, as casas de fraca qualidade, a redução do salário real e das exportações para a União Soviética e a fraca gestão da economia. O governo polaco respondeu apelidando os manifestantes de "provocadores, contra-revolucionários e agentes do imperialismo". As forças de segurança mataram e feriram inúmeros manifestantes. Não demorou muito tempo até que a hierarquia do partido se apercebesse que os protestos tinham acordado sentimentos nacionalistas e depressa inverteram a sua opinião. Os manifestantes tornaram-se então "trabalhadores honestos, com reivindicações legítimas". Os salários foram aumentados em 50% e foram prometidas mudanças económicas e políticas.

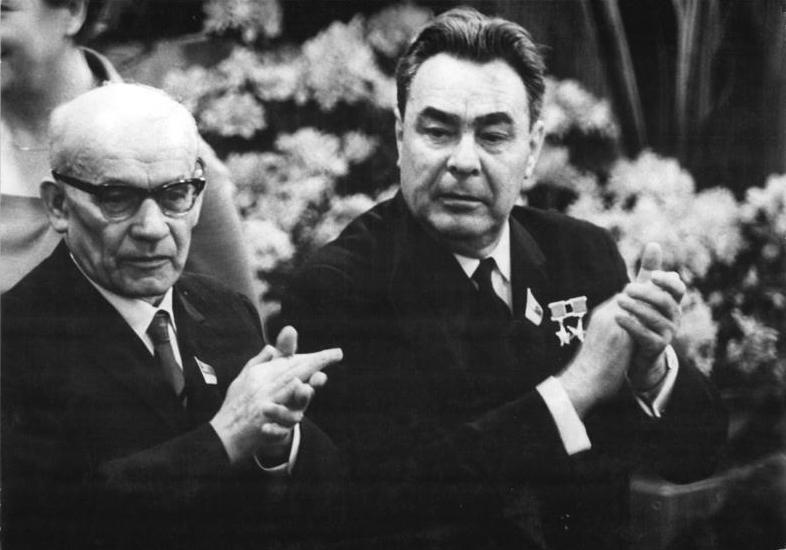
Gomułka com Leonid Brezhnev na Alemanha Oriental

Edward Ochab, o primeiro-ministro polaco da altura, convidou o então recém-reabilitado Gomułka para o cargo de primeiro secretário do partido. Gomułka reivindicou poderes reais para poder levar a cabo reformas. Uma das suas exigências foi o afastamento do marechal soviético Konstantin Konstantinovich Rokossovsky – que ordenara o envio de tropas contra os trabalhadores de Poznań – do politburo polaco e do ministério da defesa, exigência com a qual Ochab concordou.
Em 19 de Outubro, a maioria dos dirigentes polacos, com o apoio do exército e das forças de segurança internas, levou Gomułka e seus apoiantes para o politburo e nomeou-o primeiro secretário do partido. Estes eventos na Polónia alarmaram os dirigentes soviéticos. Em simultâneo com movimentos militares na fronteira polaco-soviética, foi enviada uma delegação de alto nível do comité central soviético para a Polónia, liderada por Khrushchev e includindo Mikoyan, Bulganin, Molotov, Kaganovich e o marechal Konev, entre outros. Gomułka deixou claro que as tropas polacas resistiriam a uma invasão soviética, mas assegurou também que as reformas em curso eram de carácter interno e que a Polónia não tinha nenhuma intenção de abandonar nem o comunismo, nem os tratados com a União Soviética. Os Soviéticos cederam. Gomułka acabou por ser confirmado no seu novo cargo. A notícia dos eventos na Polónia acabaria por chegar à Hungria através da rádio, despoletando manifestações naquele país, pedindo reformas semelhantes, que viriam a culminar na Revolução Húngara de 1956.

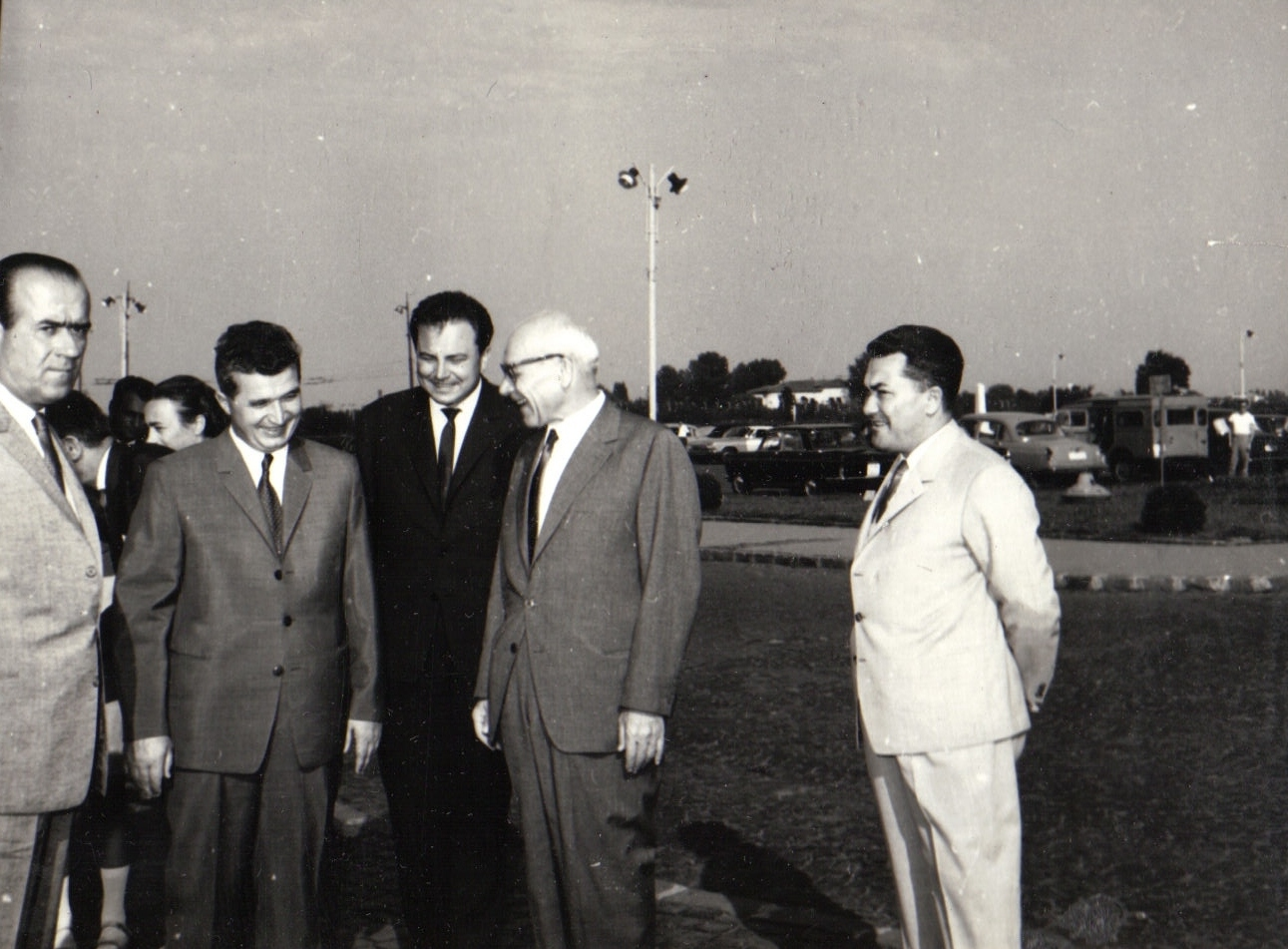
Gomułka com Nicolae Ceauşescu após a visita oficial à Roménia

Inicialmente muito popular pelas suas reformas, dando início a uma era que ficou conhecida como o degelo de Gomułka, foi gradualmente diminuindo a sua oposição às pressões soviéticas. Nos anos 60, apoiou a perseguição montada contra a Igreja Católica e contra alguns intelectuais do partido (por exemplo, Kołakowski). Participou na intervenção do Pacto de Varsóvia na Checoslováquia em 1968. Nessa altura, foi também responsável por perseguições de estudantes e por endurecer a censura da imprensa. Durante a sua governação, foi criada a rede de pequenos restaurantes denominados bar mleczny, servindo refeições rápidas subsidiadas pelo estado.
Em Dezembro de 1970, um confronto sangrento com trabalhadores de estaleiros, durante o qual várias dezenas destes foram mortos a tiro, viria a forçar a sua demissão (oficialmente, demitiu-se por razões de saúde, tendo de facto sofrido um enfarte). Um homem mais jovem e dinâmico, Edward Gierek, tomou conta da liderança do partido e as tensões diminuíram. Gomułka foi forçado a aposentar-se. Após a sua morte em 1982, vítima de um cancro, a sua imagem negativa na propaganda comunista foi alterada e foram reconhecidos alguns dos seus contributos positivos. As suas memórias foram publicadas pela primeira vez em 1994.
Está sepultado no Cemitério de Powązki em Varsóvia.